# Medo de Amar
Medo de Amar é uma canção da cantora baiana Ivete Sangalo, presente em seu 1º álbum de estúdio, também intitulado Ivete Sangalo (1999). A música foi composta pela própria intérprete, e conta com a participação do cantor Ed Motta. Para a versão lançada em Portugal como single promocional em 1999, Ivete gravou outra versão com o cantor português Tó Cruz. A balada fala sobre o medo de se declarar para alguém, pedindo para a pessoa amada voltar. A canção foi regravada pela banda de pagode Jeito Moleque e lançada como single da banda em 2009.

## Antecedentes
Após seis álbuns lançados com a Banda Eva, entre 1993 e 1998, que venderam mais de 4 milhões de cópias, e sucessos como "Alô Paixão", "Beleza Rara", "Eva", "Arerê", "Carro Velho", entre outros, Ivete Sangalo anunciou em 1999 que sairia da banda. Ivete afirmou que com a carreira solo ela escolherá as músicas que canta, quem fará os arranjos, qual a roupa que usará no palco e onde irá tocar. A cantora também confirmou, "O repertório vai ser todo escolhido por mim. Para isso, estou ouvindo várias fitas, com músicas de diversos compositores". Em fevereiro do mesmo ano, Ivete confirmou algumas canções que seriam gravadas para o álbum, incluindo "Medo de Amar".

## Composição e letra
"Medo de Amar" foi composta pela própria Ivete Sangalo, e é uma balada romântica que dura 4 minutos e 58 segundos. A canção é um dueto com o cantor Ed Motta e fala sobre o medo de amar e de se declarar. O começo da canção é cantado por Ivete, onde ela lamenta, "Você bem quis entender, mas eu não soube explicar, nem mesmo eu sei dizer, não gosto nem de lembrar." Enquanto Ed canta, "É, eu tive medo, de ver meu coração amar assim tão cedo, foi bobagem não falar, desse meu medo de amar." No refrão, os dois trocam versos, "Porque você não volta?, se já falei o que passou, e o que quebrou a gente monta, faz a nossa história de amor."

## Lançamento e outras versões
Em 1999, um single promocional da canção foi lançado em Portugal, mas no lugar de Ed Motta, o cantor português Tó Cruz faz o dueto com Ivete. A canção, em sua versão original, foi incluída nas compilações "Se Eu Não Te Amasse Tanto Assim" (2002) e "A Arte de Ivete Sangalo" (2005). Ivete também cantou a canção, em versão solo, num show só com baladas, que aconteceu na Concha Acústica de Salvador, no dia 4 de dezembro de 2012, em prol do Hospital Martagão Gesteira, da Fundação Pio XII e do Lar Pérolas de Cristo.

## Versão de Jeito Moleque
A banda de pagode romântico Jeito Moleque fez uma versão para a música no ano de 2008, que foi incluída no quarto álbum da dupla, intitulado "Ao Vivo na Amazônia" (2008). A canção foi lançada como primeiro single do álbum em 2008, enquanto a sua versão digital ficou disponível no iTunes no dia 1 de setembro de 2009. A banda conseguiu um sucesso com a canção, alcançando a posição de número 67 no Hot 100 Brasil. A banda também cantou a canção com a autora e intérprete original da canção, Ivete Sangalo, no programa Estação Globo, em 2008.

### Antecedentes e regravação
Após o CD "O Som do Brasil", de 2007, a banda teve a ideia de gravar um DVD na Amazônia, com o intuito de prever o menor desgaste ambiental possível. Assim, o álbum foi gravado às margens do Rio Negro, e o palco, construído com madeira de manejo sustentável  - a emissão dos gases liberados foi compensada pelo plantio de 490 árvores. No repertório do álbum, estão os hits "Sem Radar", "Hoje a Noite é Nossa", "Meu Jeito Moleque", Teu Segredo, entre outros. O grupo também fez uma versão para "Medo de Amar", de Ivete Sangalo, "Amor Demais", de Cláudio Zoli, e Filho Único, de Erasmo e Roberto Carlos. "Medo de Amar" foi lançada como primeiro single do álbum em março de 2008, enquanto o single digital foi lançado apenas em 2009 no iTunes.

### Desempenho comercial e divulgação
"Medo de Amar" estreou nas paradas de sucesso no dia 5 de abril de 2008, alcançando o pico de número 67, no dia 19 de abril, sendo a melhor música da banda desde "É Mágica" de 2007. A banda também cantou a canção com a própria autora e intérprete original da canção, Ivete Sangalo, em 2008, no programa também comandado por Ivete, o Estação Globo.

### Charts
| Top (2009)       | Melhor posição |
| ---------------- | -------------- |
| Brasil - Hot 100 | 67             |